# Egyetemi Könyvtár (Kolozsvár)
A kolozsvári Egyetemi Könyvtár (hivatalosan „Lucian Blaga” Központi Egyetemi Könyvtár, románul Biblioteca Centrală Universitară „Lucian Blaga”) épülete a város egyik szecessziós stílusú műemléke, az intézmény Erdély legnagyobb gyűjteménye. A romániai műemlékek jegyzékében a CJ-II-m-B-07296 sorszámon szerepel.

## Az épület
A könyvtár Erdélyi Pál igazgatósága idején, 1906–7-ben épült. Mivel az igazgató vélekedése szerint „a könyvtárnok, aki a maga intézetének eszközeit, közönségét és rendeltetését ismeri és mérlegeli, az igazi és kizárólagos tervező”, elkészített egy részletes tervet, amelyben pontosan leírta az egyes termek méretét. Ennek alapján készültek el Giergl Kálmán és Korb Flóris tervei, majd maga az épület, Reményik Károly kolozsvári építési vállalkozó vezetése alatt. Az épületet, amely a maga korában a modern könyvtártechnika úttörője volt, az egyetem rektora, Jancsó György nyitotta meg 1909. május 18-án. Az épület három különálló részében helyezkedtek el az igazgatási-feldolgozó osztályok, a közönség számára kialakított helyiségek, illetve a 8-9 emeletes raktárak. A könyvraktár két végén könyvadogató- és szállítógép, a könyvtárban villanyvilágítás, központi fűtés és házitelefon működött. A 12 000 négyzetméter alapterületű épület hat olvasóterme egyszerre 252 olvasó számára biztosított helyet, a raktár kapacitása 350 000 kötet részére volt elegendő. A könyvtár rendelkezett előadóteremmel, valamint könyvkötő, restauráló és fényképészeti műhelyekkel is.
Az épületet 1934-ben három új olvasóteremmel, az 1960-as évek elején pedig új raktárépülettel bővítették.

## Az intézmény
Az intézményt 1872-ben alapították, az 1872. évi XIX. törvénycikkellyel, amely a „Kolozsvári Tudományegyetem felállításáról és szervezéséről” rendelkezett. A gyűjtemény alapja az Erdélyi Múzeum-Egyesület 34 156 kötetes könyvtára volt, ez utóbb kibővült a megszüntetett főkormányszék, a volt kolozsvári jogi akadémia, az Orvos-Sebészeti Tanintézet, és a Kolozsvári Megyei Levéltár gyűjteményével. További gyarapodást jelentett több magánszemély adománya: Halász Ignác, Pethő Gyula, Staub Móric, Kuun Géza könyvtára egyenként több ezer kötettel növelte az állományt. Az intézmény eleinte az egyetem földszinti helyiségeiben kapott helyet.
1913-ban a kolozsvári egyetemi könyvtár már 390 583 kötettel rendelkezett. 1920. február 20-án a könyvtár az egyetemmel együtt a román állam tulajdonába került, ezután számos intézmény és magánszemély nyújtott adományokat a román nyelvű gyűjtemény kialakítására, többek között Gheorghe Sion (1923) és Iuliu Marțian (1938). 1990 májusában a könyvtár Lucian Blaga nevét vette fel.
A könyvtár állománya 2009-ben körülbelül három és fél millió kötetet tett ki. A könyvtárban 5972 kézirat, 86 ősnyomtatvány, 5123 régi magyar könyv, 1213 régi román könyv található, illetve egy 50 000 képeslapból álló gyűjtemény. A gyűjtemény legrégibb nyomtatott könyve a Codex Iustinianus (Nürnberg, 1475), a román nyelvű könyvek közül a legrégibb a Tetraevangheliarul lui Coresi (Brassó, 1561).
A Könyvtár 1996 óta adja ki a most PHILOBIBLON – Transylvanian Journal of Multidisciplinary Research in Humanties c. angol nyelven megjelenő és számos jelentős adatbank réven világszerte teljes szöveggel terjesztett folyóiratát.

## Igazgatók
- Szabó Károly (1872–1890)
- Erdélyi Pál (1890–1891)
- Ferenczi Zoltán (1891–1899)
- Erdélyi Pál (1900–1919)[2]
- Gyalui Farkas (1899, 1911)[3]
- Eugen Barbul (1920–1935)
- Ion Muşlea (1935–1940)
- Valentiny Antal (1940–1942)
- Monoki István (1942–1944)
- Doru Radosav (1991–)